# 羅伯特·康奎斯特
喬治·羅伯特·阿克沃斯·康奎斯特，CMG，OBE，FBA，FAAAS，FRSL，FBIS（英語：British Interplanetary Society，1917年7月15日—2015年8月3日），美籍英国歷史学家和诗人，斯坦福大学胡佛研究所研究员。以對於蘇聯歷史的研究最為著名。他被認為是現代歐洲最早揭露史達林時代恐怖統治真相的歷史學者之一。

## 生平
康奎斯特在1917年7月15日出生于英國英格蘭伍斯特郡的大莫尔文， 其父罗伯特·福尔杰·韦斯科特·康奎斯特（英語：Robert Folger Wescott Conquest）是一名美国人，其母罗莎蒙德·艾丽斯·阿克沃思·康奎斯特（英語：Rosamund Alys Acworth Conquest）则是一名英国人。他的父亲在一战期间任职于一家美国的法国陆军随军急救服务部队，并在1916年被授予银星英勇十字勋章。
康奎斯特中學就讀温切斯特公学，大學先就讀法國格諾伯勒大學歷史系，後於1937年進入牛津大學莫德林學院。他在現代史課程上表現傑出，先取得了哲學、政治學及經濟學學士及碩士學位，後主修蘇聯史，獲得博士學位。在牛津大學就讀時，加入大不列颠共产党。
1939年第二次世界大战爆发，他入伍参加了牛津白金汉郡轻步兵，在保加利亚担任情报官，战后在保加利亚的索菲亚英国大使馆担任新闻发言人。
1950年代因见英国外交部的形势分析不如人意，从而在英国外交部信息研究部开始苏联研究。之后他到伦敦经济学院任研究员，也是运动派诗人的一员。1960年出版了《苏联的权利与政治》一书。布拉格之春期间，他出版了《大恐怖：三十年代斯大林的大清洗》。1986年出版了一部专题研究《悲哀大丰收：苏联集体化和恐怖-饥荒》。
1977年，康奎斯成为斯坦福大学胡佛中心资深研究员，并一直定居于此。
康奎斯特于2015年8月3日因肺炎在美国斯坦福逝世，享年98岁。

## 家庭
康奎斯特一生前后共有四个妻子。
1942年他和第一任妻子琼·沃特金斯（英語：Joan Watkins）结婚。在保加利亚期间他和塔蒂阿娜·米海洛娃（英語：Tatiana Mihailova）交往，苏联接管保加利亚后，两人在英国结婚，后因米海洛娃患有精神病而离婚。
康奎斯特与第一任妻子生有两个儿子，还有一个继女。

## 著作[5]
- 《最後的帝國—民族問題與蘇聯的前途The Last Empire: Nationality and the Soviet Future》 (1986)
- 与金斯利·埃米斯合编诗集《新路线》（1952年）
- 《苏联的权利与政治》（1960）
- 诗集《火星与金星之间》（1962）
- 诗集《爱情歌剧的咏叹调》（1969）
- 与金斯利·埃米斯合编科幻小说集《光谱》
- 科幻小说《一个不同的世界》（1955）
- 与金斯利·埃米斯合著滑稽小说《埃及古物学者》（1965）
- 《赫鲁晓夫之后的俄罗斯》（1965）
- 《苏联的产业工人》（1967）
- 《大恐怖：三十年代斯大林的大清洗》
- 《各民族的杀手：苏联放逐少数民族》（1970）：修订本《斯大林：各民族的破坏者》（1991）
- 《科累马：北极地带的死亡营》（1978）
- 《悲哀大丰收：苏联集体化和恐怖-饥荒》（1986）
- 文集《反思被蹂躏的世纪》（1999）
- 文集《期望的苍龙：历史进程中的现实与幻灭》（2005）